# Tarcísio do Acordeon
Tarcísio de Lima Sousa (Campos Sales, 4 de novembro de 1993), mais conhecido pelo nome artístico Tarcísio do Acordeon, é um cantor e compositor brasileiro de forró, vaquejada e piseiro. Ficou conhecido principalmente na Região Nordeste com os hits "Meia Noite (Você Tem Meu WhatsApp)", "Hoje Dói", "Proteção de Tela", "Nêga", "Obsessão", "Amar Sem Ser Amado", "Aprendi a Maltratar", "A Pior Parte" com o cantor Renno, "Lembrei de Você", "Parecendo Louca" e com participação em "Roxinho (Ele Não Tem)" de Vitor Fernandes.

## Biografia
Tarcísio nasceu em Campos Sales, no Ceará. Ficou conhecido através das redes sociais, tornando-se um dos nomes principais no mercado musical brasileiro em 2020. Quando ainda era garoto, Tarcísio aprendeu a tocar violão, o seu primeiro instrumento. Em seguida, aprendeu a tocar sanfona. Aos 12 anos, subiu num palco para cantar, sendo a sua primeira apresentação em uma banda de forró da sua cidade natal. Quando completou 14 anos, começou a compor as sua primeiras músicas de sua autoria.
Antes de se tornar conhecido, vendeu verduras na feira juntamente com o seu pai e também participou de algumas bandas de forró no Nordeste. Logo depois, decidiu seguir carreira solo usando o seu nome artístico "Tarcísio do Acordeon".
Em 2020, lançou o álbum Diferente dos Iguais, o qual obteve o sétimo lugar entre as melhores estreias a nível mundial.
Conseguiu atingir o top 1 nacional no streaming Spotify em janeiro de 2021, com a música "Meia Noite (Você Tem Meu Whatsapp)". Também atingiu a primeira colocação com a música "Esquema Preferido" em uma participação com o DJ Ivis e chegou ao top 10 com a música "Só Não Divulga", gravada juntamente com a dupla Fernando & Sorocaba.

## Discografia

### Álbuns
| Álbuns de estúdio | Álbuns de estúdio                                           | Álbuns de estúdio |
| Ano               | Detalhes                                                    | Ref.              |
| ----------------- | ----------------------------------------------------------- | ----------------- |
| 2020              | A Nova Cara das Vaquejadas - Lançamento: 2 de junho de 2020 | [ 9 ]             |
| 2020              | Diferente dos Iguais - Lançamento: 17 de dezembro de 2020   | [ 9 ]             |
| 2021              | Canta Kara Véia - Lançamento: 27 de março de 2021           | [ 9 ]             |

### EP's
| EP's | EP's                                                    | EP's   |
| Ano  | Detalhes                                                | Ref.   |
| ---- | ------------------------------------------------------- | ------ |
| 2021 | EP Meu Sonho - Part 1 - Lançamento: 04 de junho de 2021 | [ 10 ] |

### Singles
| 2020 | "Minha História" (part. Edy e Natan)                  |
| 2020 | "A Pior Parte" (com Renno)                            |
| 2020 | "Nêga" (part. Vitor Fernandes)                        |
| 2020 | "Mimimi (Mi Mi Mi)" (com Mara Pavanelly)              |
| 2020 | "Esquema Preferido" (com DJ Ivis)                     |
| 2020 | "Meia Noite (Você Tem Meu WhatsApp)"                  |
| 2020 | "Leva Eu Pra Você" (com Pisadinha de Luxo)            |
| 2021 | "Obsessão" (com Xand Avião)                           |
| 2021 | "Toque Carinhoso" (com Vitor Fernandes)               |
| 2021 | "Só Não Divulga" (com Fernando & Sorocaba)            |
| 2021 | "Esqueceu Foi Porra" (com Eric Land)                  |
| 2021 | "Uma Chance Pra Nós Dois" (com Mano Walter)           |
| 2021 | "Nunca Foi Sorte, Sempre Foi Deus" (com Yuri Pressão) |
| 2021 | "Pode Beber" (com Wallas Arrais)                      |
| 2021 | "Adeus Bye Bye" (com Márcia Fellipe)                  |